# Alcis wassekouensis
Alcis wassekouensis là một loài bướm đêm trong họ Geometridae.